# 松本幸
松本幸（日语：／ Matsumoto Sachi，1973年3月29日—）是日本的女性声优，京都府出身，所属Kenyu Office事务所。代表作有塞尔达传说系列的，企鹅的问题中的，哆啦A梦中的。

## 人物
- 因为孩童声音特征较浓的关系，演出的孩童角色较多。
- 自己和他人公认的“西川贵教”迷。本人则说是。
- 与同期声优高木礼子、半场友惠、笹本优子、雪野五月、仓田雅世、菅原祥子、河原木志穗、佐藤佑子、瀧本富士子、高口幸子、关系很好。
- 双子公主系列中为昵称为的角色配音。
- 2006年4月1日开始从ARTSVISION向移籍。

## 演出作品

### 电视动画
- （森村由香梨）
- （守）
- 机动战士高达SEED （アサギ·コードウェル）
- 甜心战士（ヘブンズベア）
- 银河铁道物语（トゥリル）
- （桃太郎）
- 格斗小霸王（タマ）
- 可爱巧虎岛（モンタ）
- 兽神演武（李延）
- 仙界传 封神演义（黄天祥）
- （山中正太郎（ハカセ））
- 高桥留美子剧场（看護婦）
- 地球防卫家族（京田春香、阿裕）
- 电光快车侠2（希望之光号）
- 法布爾老師是名探偵（布魯諾與克勞德）
- 奇幻儿童（ハスモダイ）
- 彩梦芭蕾（ぴけ）
- 企鹅的问题（山田なおと）
- 神奇宝贝超世代（イチコ）
- 名侦探柯南（工作人員、女性影迷1、女子）

1993年
- 忍者乱太郎（生徒、子ギツネ、主婦）

1996年
- 妖精狩獵者（妖精）

1998年
- 蠟筆小新（男孩子B、女大學生D）

1999年
- 格鬥小霸王（阿玉）

2000年
- 外星人田中太郎（堀町高志）

2002年
- 鲁莽天使（トモ）
- 战斗陀螺2002（ユスフ）

2003年
- 我們這一家（店員A）
- 时空冒险记（マーフ）

2004年
- MAJOR 1st season（江角）
- 爆裂天使（チャーリー）

2005年
- 怪醫黑傑克（母親A）

2006年
- 爆球Hit! 轰烈弹珠人（真田统兵卫（幼少時代））

2007年
- 旋風管家（野球少年）
- 恋爱情结（小学生）
- 大剑

2008年
- 夜樱四重奏（士夏彦雄飞）

2009年
- 蒼天航路（劉冀）

2013年
- 花牌情緣2（逢坂惠夢）
- 夜櫻四重奏 -花之歌-（士夏彦雄飞）

2017年
- 青之驅魔師 京都不淨王篇（寶生錦）

2019年
- 可愛巧虎島WOW!（麥太郎）

### OVA
- （洋子）

### 剧场版动画
- 大雄的猫狗时空传（ミイちゃん）
- 大雄的新魔界大冒险~7人的魔法使者~（セワシ）
- 飞人
- 名侦探柯南 迷宫的十字路（剑道少年）

### 游戏
- （风神）
- 薩爾達傳說 姆吉拉的假面（骷髏小子）
- 薩爾達傳說 風之律動（卡通林克、雅麗兒）
- 薩爾達傳說 四人之劍+（卡通林克）
- 薩爾達傳說 夢幻沙漏（卡通林克）
- 薩爾達傳說 風之律動 HD（卡通林克）
- 任天堂明星大亂鬥系列（卡通林克） 
  - 任天堂明星大亂鬥X
  - 任天堂明星大亂鬥3DS/Wii U
  - 任天堂明星大亂鬥 特別版
- 第3次超級機器人大戰α 終焉之銀河（アサギ·コードウェル）
- （秋月杏子）
- 飞跃颠峰（リンダ＝ヤマモト）
- （犬上小太郎）
- （犬上小太郎）
- （秋月杏子）
- （レイン・リンドバーグ）

### 
- 失踪现场（ニア #15）
- 成长的烦恼

### 特摄
- 特搜战队刑事连者（バリス星人アッティカ·アルパチJr.の声）
- 魔法战队魔法连者（冥獣人ハーピー·ピーウィーの声）

### DRAMA CD
- 白色猎人（カナ）
- （冈村美希也 / 千代菊）
- dear 亲爱的（キャロル·ブルーハース）

- dear 亲爱的 【】
- dear 亲爱的  A story of the next day

- （別魔王）

### 其他
- V.S UNION（ゲストヴォーカル·虹の轍）
- （石川数正）

## 外部連結
- http://sachiouji.daa.jp/ （页面存档备份，存于）（日語）
- 事務所公開簡歷（日語）